# ビル・ワターソン
ビル・ワターソン（Bill Watterson）、本名ウィリアム・ボイド・ワターソンII世（William Boyd Watterson II、1958年7月5日 - ）はアメリカの漫画家。全米の新聞に1985年から1995年まで配信されたコミック・ストリップ『カルビンとホッブス』の著者。ワシントンDCに生まれ、オハイオ州チャグリン・フォールズで育った。
コミックの版権ビジネスやシンジケート配信に否定的であり、新聞連載のコミック・ストリップを一つの芸術形態として発展させようと取り組んでいたことで知られる。1995年末、コミック・ストリップで描けることはすべて描き尽くしたというメッセージを新聞社と読者に送り、高い人気を維持していた『カルビンとホッブス』を打ち切った。それ以降は公の場に出ることが極度に減った。

## 生い立ち
ワシントンDCに生まれる。父ジェームズ・G・ワターソン（1932年 - 2016年）は弁理士、母キャスリンは市議会の職員であった。ワターソンが6歳のとき、一家はオハイオ州にある人口4000人ほどの村チャグリン・フォールズに移った。この転居は、キャスリンが実家の近くに住むことを望んでおり、またビルとトーマスの兄弟を育てるには田舎の環境が適していると考えたことによる。アメリカ中西部郊外の生育環境は『カルビンとホッブス』の着想の一助となった。トーマスは後にミュージシャンとなり、テキサス州オースティンに在住している。
8歳の時に漫画を描き始めた。子供時代は絵や漫画を描いて一人で過ごすことが多かったという。その頃に『ポゴ』、『クレージー・カット』、『ピーナッツ』のようなコミック・ストリップに触れたことでプロの漫画家になる望みを持つようになった。小学4年生の時にチャールズ・M・シュルツにファンレターを贈り、返事をもらって驚いたことはこの時期の大きな思い出だという。ワターソンの両親は漫画家になりたいという息子の夢を応援していた。後に両親が振り返ったところでは、ワターソンは「慎重な子供」であり、想像力こそ豊かであったがカルビンのような夢想家とは程遠かった。小学校から高校にかけて、友人とともに高校を舞台にしたスーパーヒーローコミックを制作したり、学校新聞やイヤーブックに漫画や絵を寄稿することで漫画家としての才能を発揮し始めた。高校の授業中に描いていたSF冒険漫画は、何度か形を変えた末に、『カルビンとホッブス』作中でカルビンが扮するスペースマン・スピフとして結実した。
1976年から1980年までケニオン大学に通い、政治学の学士を取得した。早くから漫画家の道に進むことは決めていたが、風刺漫画を描くために学業が役立つと考えたのだという。在学中も絵を描くことは止めず、寮の自室の天井にミケランジェロの『アダムの創造』を描いたり、学生新聞に大学生活を題材とする漫画を寄稿していた。
カルビン（プロテスタントの改革派ジャン・カルヴァン）とホッブス（社会哲学者トマス・ホッブズ）というキャラクターの名には、ケニオン大学政治学部への敬意が込められていると目されている。『ザ・コンプリート・カルビン・アンド・ホッブス』でワターソン自身が述べたところでは、カルビンの名は「予定説を信じていた16世紀の神学者」から、ホッブスの名は「人間の生まれつきの性質に不信を抱いていた17世紀の哲学者」から取られたという。
ワターソンは1980年代末に冗談交じりの短い自伝を書いている。

## 経歴

### 初期の活動
ケニオン大を4年早く卒業して『シンシナティ・エンクワイアラー』紙の政治漫画家となっていたジム・ボーグマン（『ジッツ』）に刺激され、同じキャリアパスをたどることを決めた。ボーグマンからはアーティスト志望の後輩として援助と励ましを受けた。1980年に大学を卒業すると『エンクワイアラー』の競合紙『シンシナティ・ポスト』に仮採用された。しかし、いざ政治漫画家の職に就くと予想外の困難が多く、水準を超える仕事ができなかった。致命的だったのはシンシナティの市政になじみがなかったことである。ワターソンはクリーブランド地域に育ち、大学では中央オハイオに移ったため、市内どころか近郊に住んだこともなかった。結局ワターソンは契約の満了を待たずに解雇された。
職を失ったワターソンは小さな広告代理店に入社し、4年にわたって食料品店などの広告デザインを手がけた。フリーランスのアーティストとしても様々な商品にイラストを提供した。例としては、弟のバンドのアルバムジャケット、カレンダー、衣類デザイン、学習参考書、雑誌表紙、ポスター、絵はがきなどがある。そのかたわら、コミック・ストリップの制作や『Target: The Political Cartoon Quarterly』誌への寄稿など創作活動も続けていた。

### 『カルビンとホッブス』、成功へ
ユナイテッド・フィーチャー・シンジケートに送ったコミック・ストリップの一つが編集者の目に留まり、脇役だった男の子とそのぬいぐるみを中心として改作するようオファーを受けた。しかし同時に、ユナイテッドが権利を持つロボットマンというキャラクターを登場させるのが条件だった。他人の創作物を描くのを嫌ったワターソンはユナイテッドでのデビューを断念し、改作したコミックをユニバーサル・プレス・シンジケート（UPS）に送った。これが『カルビンとホッブス』である。初めて紙上に載ったのは1985年11月18日であった。掲載紙はすぐに数10紙に拡大し、後に最高で2400紙に達した。
『テンス・アニバーサリー・ブック』 によれば、チャールズ・シュルツ（『ピーナッツ』）、ウォルト・ケリー（『ポゴ』）、 ジョージ・ヘリマン（『クレイジー・カット』）に影響を受けた作品だという。ほかにもワターソンのスタイルにはウィンザー・マッケイの『夢の国のリトル・ニモ』からの影響もうかがえる。
多くの漫画家と同様に、ワターソンは自身の身の上や関心事、信条、価値観を作品に反映させている。具体的には趣味の自転車、「人格の陶冶」についての父の説教、商品化主義や企業主義に対する意見などが挙げられる。また、ホッブス（虎）の性格と外見は多くの部分を飼い猫スプライトから取っている。
ワターソンは一種の芸術至上主義者であり、自分の充足のために作品を創っていると述べたことがある。1990年にケニオン大学の卒業生に向けて行ったスピーチでは「ただ自分のためだけにはたらくとき、君たちはびっくりするくらい仕事に専心することができる」と語った。ワターソンはキャリアの少なからぬ期間を費やして新聞漫画のあり方を変えようとした。彼によれば、コミックの芸術的価値は劣化の一途をたどっており、近視眼的な新聞社の気まぐれによって紙面上のスペースは減らされ続けていた。さらにワターソンは、芸術はその表現媒体によって評価されるべきではないという意見を持っていた（すなわち、ハイアートやロウアートというものはなく、すべてが単にアートである）。

### 自作キャラクターの商品化の拒絶
長年にわたり、ワターソンは作品の版権ビジネスを展開しようとする出版社の圧力に抗ってきた。彼にとって商品化はコミックの卑俗化であった。『カルビンとホッブス』のイラストレーションを店頭に並ぶマグカップやステッカー、Tシャツにプリントすることは、キャラクターとその人格を貶めるものであった。ホッブスは虎のぬいぐるみという設定のキャラクターだが、人形一つさえ製造されなかった。ワターソンは作品のアニメ化を許さず、スティーヴン・スピルバーグのオファーにも興味を示さなかった。
ワターソンは『カルビンとホッブス』のシンジケート配信を行っているUPSから絶え間ない圧力を受けたと語っている。キャリアを始めたころ、二つのシンジケートから不採用を受けた後にUPSからチャンスをもらってのぼせ上がり、契約書をよく読まずにサインしたのだという。契約は極めて一方的なものであり、UPSが望めば作者の意思に反して商品化権を許諾することも、作者を排除してほかの漫画家に『カルビンとホッブス』を描き継がせることさえも可能であった。ワターソンは最終的に勝利をおさめ、自作のすべての権利を得る条件で再契約を結ぶことに成功した。しかし後に述べたところでは、商品化権に関する闘争は心身を消耗させるもので、1991年に9か月の長期休暇を取った理由の一つもそれであった。
ワターソンの苦闘を尻目に、非公式のコピー商品が多数生産されている。その中には、カルビンとホッブスがアルコール飲料を飲んでいたり、カルビンがロゴマークに小便をかけているような商品さえある。ワターソンは「カルビンとホッブスを商品化して金を稼いだのは泥棒と文化破壊者だけだ」と発言したことがある。ネヴィン・マーテルはこの問題について書籍を書いている。

### 「サンデー・ストリップ」の掲載形態をめぐる争い
ワターソンはデビュー当時主流だったサンデー・コミック・ストリップ の掲載形態に批判的だった（程度の差こそあれ、現在でも事情は変わっていない）。コマ割りは3段8コマで、通常サイズで新聞の半ページを占めるのが、サンデー・ストリップの基本レイアウトであった。1990年代になると、新聞各紙は不況に陥り、紙面を節約するためシンジケートから購入したコミックのサイズを切り詰めるようになった。常套的に行われていたのは、最上段を丸ごとカットする方法だった。その場合でも支障なく読めるようにするため、ワターソンは最上段の2コマを独立したギャグに使わざるを得なかった。ワターソンは最初の長期休業から復帰するにあたり、半ページサイズで印刷しなければ意味が通らないようなレイアウトで描く自由を認めるようシンジケートと交渉した。UPSは作品の配信を半ページに限定することに同意したが、この決定は新聞社から怒りを買った。ワターソンは新聞編集者のみならず同業の漫画家からも批判を受けた（ワターソンは彼らを「頼まれもしないのに喧嘩を売りたがる」と評した）。最終的にUPSは譲歩して、新聞社が紙面に合わせてフルサイズ半ページか縮小サイズのどちらかを選べるようにした。ワターソンは自分の行動が多くの新聞にスペースの損失を強いたことを認めたが、長い目で見ればこれでよかったのだと主張した。読者は購読料に見合う良質なコミックを読めるのだし、編集者は自分の責任で掲載を打ち切ることもできた。それに、誰もが求める漫画を描いたからといって謝るつもりはない、というのが彼の見解だった。

### 『カルビンとホッブス』の配信終了
1995年11月9日、ワターソンは以下の手紙を新聞編集者に送り、『カルビンとホッブス』を終了させることを告知した。
『カルビンとホッブス』最終回は1995年12月31日に配信された。

## 『カルビンとホッブス』以降
『カルビンとホッブス』が完結を迎えた後、ワターソンは楽しみのために水彩の風景画を描き始めた。マスコミからは距離を置き、『カルビンとホッブス』の旧作を収録したアンソロジーを出版する以外は、同作を再開したり、そのキャラクターを描いたり、新しい商業作品に取り掛かる意思を一切見せなかった。ファンにサインをすることも、キャラクターの商品化を許諾することもなく、公言した通りの信条を貫いた。ワターソンはホームタウンのチャグリン・フォールズにある家族経営の書店、ファイアサイド・ブックショップにこっそり自著のサイン本を置くことで知られていたが、それらがオンラインで高額で売買されていることに気づくとこの習慣も止めた。
ワターソンはほとんどインタビューを受けたり公の場に出てくることがない。長文のインタビューは数えるほどで、1989年2月の『コミックス・ジャーナル』誌第127号に載ったもの や、1987年に『ホンク・マガジン』誌が行ったものや、2015年の個展のカタログに収録されたものがある。
現代の漫画家とコミック・ストリップに対しては、ある部分には敬意を払い、またある部分には批判を向けてきた。ワターソンが称賛した作品には『ドゥーンズベリー』、『フォックストロット』、『善かれ悪しかれ』、『ザ・ファーサイド』、『ブルーム・カウンティ』、『キャシー』、『カル・デ・サク』、『パールズ・ビフォア・スワイン』がある。一方で批判を続けてきたのは、『ガーフィールド』のように長年連載が続き、ギャグの繰り返しや新鮮味のないストーリー展開が目立ち、商品化だけが盛んなコミック・ストリップである。
1999年12月21日、『ロサンゼルス・タイムズ』に短文を寄稿した。『ピーナッツ』の作者でアイコン的な存在であったチャールズ・シュルツの引退を記念するものだった。
『カルビンとホッブス』の終了から数年にわたって、ホームタウンのチャグリン・フォールズに赴いてワターソンと面会しようとする試みが数多く行われた。オハイオ州クリーブランドの地方紙、『プレイン・ディーラー』と『クリーブランド・シーン』はそれぞれ1998年と2003年に記者を送り込んだが無駄に終わった。
2004年、ワターソンと妻のメリッサはクリーブランド郊外にあるクリーブランドハイツに新宅を購入し、翌年チャグリン・フォールズから転居した。
2005年、『ワシントン・ポスト』紙のジーン・ウェインガーテンはワターソンに『バーナビー』の初版本を贈ってインタビューを取り付けようとした。ウェインガーテンはワターソンの両親に本とメッセージを送り、ワターソンが連絡をくれるまでホテルで待つと宣言した。しかしその翌日、ワターソンの編集者リー・セイレムが電話で拒絶の意思を伝えてきた。
2005年10月、ワターソンは読者から寄せられた15の質問に回答した。2007年10月、『ウォールストリート・ジャーナル』にシュルツの伝記『シュルツ・アンド・ピーナッツ』の書評を寄せた。2008年にはリチャード・トンプソンのコミック・ストリップ『カル・デ・サク』に序文を書いた。

2010年の初め、『カルビンとホッブス』の終了から15年目に、ワターソンは『プレイン・ディーラー』紙のインタビューを受け、連載打ち切りの決定について以下のように述べた。
2011年4月、アンドリューズ・マクミール・パブリッシングの代表者は「オハイオ州クリーブランドハイツ在住、ウィリアム・ワターソン」と名乗る人物から小包を受け取った。中には『カル・デ・サク』の登場人物ピーティ・アターループを描いた6×8インチの油彩板絵が入っていた。チーム・カル・デ・サクが設立したパーキンソン病基金のためにワターソンが描いたものだった。ワターソンのシンジケートは合併によりユニバーサル・ユークリックとなっていたが、彼らにとっても1995年に『カルビンとホッブス』が終了して以来初めて見る作品であった。
2013年10月、『メンタル・フロス』誌に活動休止以来2本目のインタビューが掲載された。ワターソンは『カルビンとホッブス』を再開する意思がないことを改めて確認し、後悔はないと述べた。またコミックブック産業に起きた変化とその将来について意見を述べた。
2013年、『カルビンとホッブス』の文化的影響を扱ったドキュメンタリー『ディア・ミスター・ワターソン』が公開された。
2014年2月26日、コミック・ストリップ産業に関するドキュメンタリー映画『ストリップト』のポスターアートを手掛けた。漫画風のイラストとしては活動休止以来はじめての作品だった。
2014年の6月4日から6日にかけて配信された『パールズ・ビフォア・スワイン』の3作は、作者ステファン・パスティスとワターソンのコラボレーションによって制作された。登場人物の子供がパスティスに替わって描いたという体でワターソンのイラストレーションを取り入れたものだった。共作はパスティスがネームを電子メールで送り、ワターソンが絵を入れる形で行われた。パスティスは思いがけない経緯によって実現した共作を「ビッグフットを見たような気分だ」と例えた。ワターソンは『ワシントン・ポスト』に対し、「ステファンとのコラボレーションですごくバカバカしい作品が作れると思った。それを使ってリチャード・トンプソンのためにパーキンソン病研究の基金を募るつもりだった。うまく歯車がかみ合ったんだ」と語った。パスティスはコラボレーション終了後の最初の作品で 『カルビンとホッブス』最終回へオマージュを捧げた。
2014年11月5日、翌年のアングレーム国際漫画祭のために描いたポスターが公開された。ワターソン自身も同年のグランプリを受賞した。
2016年のエイプリル・フールに、バークリー・ブレシド（『ブルーム・カウンティ』）はFacebookへの投稿でワターソン作品の独占使用権を「管理下に置いた」と告知し、自らのキャラクターであるオパスがカルビンやホッブスと共演するコミックを投稿した。同作にはワターソンの署名が入っていたが、どのように制作にかかわったのかは明らかにされていない。ブレシドは翌年のエイプリル・フールにも『カルビン・カウンティ』と題するコミックを投稿し、ワターソンの署名入りでカルビンとホッブスを登場させた。さらに、『ニューヨーク・タイムズ』のウェブサイトを模して二作品が統合されるというフェイクニュースページを公開した。

### 展示
2001年9月10日から翌年1月まで、オハイオ州立大学のビリー・アイルランド・カートゥーン図書館・博物館はワターソンのサンデー・ストリップ作品の展示を実施した。ワターソン自身が任意に選んだ36作品の原画と彩色された最終稿が展示され、その多くに作者の注釈が付された。ワターソンは展示の序文にあたるエッセイ、「カルビンとホッブス: 日曜版の1985 - 1995」を書いた。また同タイトルで個展カタログの記念出版が行われた。
2014年3月22日から8月3日まで同博物館で再び展示が行われ、その関連でオハイオ州立大学からのインタビューを受けた。この展示のカタログは『カルビンとホッブスを探して』という題で販売され、キュレーターであるジェニー・ロブによるワターソンの長文インタビューが掲載された。

## 受賞
全米漫画家協会から1986年と1988年にルーベン賞を授賞されている。ルーベン賞を二回受けたのは史上6人目で、その中でももっとも若かった（ほかの5人はミルトン・カニフ、チャールズ・シュルツ、ディック・ブラウニー、チェスター・グールド、ジェフ・マックネリーである。またワターソン以後にゲイリー・ラーソンも二度の受賞を遂げた）。2014年、一連の作品に対してアングレーム国際漫画祭のグランプリが与えられた。過去41年間の歴史の中で、ヨーロッパ外でグランプリを受けたのは4人目であった。
- 1986: ルーベン賞（英語版）、年間最優秀漫画家賞[46]
- 1988: ルーベン賞、年間最優秀漫画家賞
- 1988: 全米漫画家協会、新聞コミック・ストリップユーモア賞
- 1988: スプロイン賞（英語版）、『Tommy og Tigern』 (ノルウェー語版『カルビンとホッブス』）に対して
- 1989: ハーベイ賞ユーモア特別賞、『カルビンとホッブス』に対して
- 1990: ハーベイ賞ベストシンジケート賞、『カルビンとホッブス』に対して
- 1990: マックスアンドモリッツ賞（英語版）コミック・ストリップ最優秀賞、『カルビンとホッブス』に対して
- 1991: ハーベイ賞ベストシンジケート賞、『カルビンとホッブス』に対して
- 1991: アダムソン賞（英語版）、『Kalle och Hobbe』（スウェーデン語版『Calvin and Hobbes』）に対して
- 1992: ハーベイ賞ベストシンジケート賞、『カルビンとホッブス』に対して
- 1992: アイズナー賞最優秀コミック・ストリップ書籍賞、『The Revenge of the Baby-Sat』（『カルビンとホッブス』単行本）に対して
- 1992: アングレーム国際漫画祭最優秀外国作品賞、『En avant tête de thon!』（フランス語版『カルビンとホッブス』単行本）に対して
- 1992: アイズナー賞最優秀コミック・ストリップ書籍賞、『Attack of the Deranged Mutant Killer Monster Snow Goons』（『カルビンとホッブス』単行本）に対して
- 1993: ハーベイ賞ベストシンジケート賞、『カルビンとホッブス』に対して
- 1994: ハーベイ賞ベストシンジケート賞、『カルビンとホッブス』に対して
- 1995: ハーベイ賞ベストシンジケート賞、『カルビンとホッブス』に対して
- 1996: ハーベイ賞ベストシンジケート賞、『カルビンとホッブス』に対して
- 2014: アングレーム国際漫画祭グランプリ[47]

## 著作リスト
『カルビンとホッブス』単行本
- 1987: Calvin and Hobbes
- 1988: Something Under the Bed is Drooling
- 1988: Yukon Ho!
- 1990: Weirdos from Another Planet
- 1991: The Revenge of the Baby-Sat
- 1991: Scientific Progress Goes "Boink"
- 1992: Attack of the Deranged Mutant Killer Monster Snow Goons
- 1993: The Days are Just Packed
- 1994: Homicidal Psycho Jungle Cat: A Calvin and Hobbes Collection
- 1995: The Calvin and Hobbes Tenth Anniversary Book
- 1996: There's Treasure Everywhere
- 1996: It's a Magical World

愛蔵版
- 1988: The Essential Calvin and Hobbes
- 1989: The Lazy Sunday Book
- 1990: The Authoritative Calvin and Hobbes
- 1992: The Indispensable Calvin and Hobbes
- 2002: Calvin and Hobbes Sunday Pages 1985-1995
- 2005: The Complete Calvin and Hobbes

邦訳版
- 1993: カルビンとホッブス 1（集英社）
- 1993: カルビンとホッブス 2（集英社）
- 2004: カルヴィン＆ホッブス（大和出版）